# Малі Мітридатські сходи
Малі Мітридатські сходи, на відміну від Великих мітридатських сходів, що розташовані на північно-східному схилі гори Мітрідат, можна побачити з північного боку. Ця історична пам'ятка побудована в 1866 році та має характерно виражені риси класицизму. До сходів можна потрапити з двох вулиць, які вона з'єднує: Театральна та 23 травня.

## Історія будівництва і архітектура
Інша назва споруди — Констянтинівські Мітридатські сходи, оскільки кошти на їх будівництво були виділені купцем Констянтиновим. Про це свідчить і пам'ятна дошка, встановлена на фронтальній стінці сходів, що зроблена з цільного шматка білого мармуру. На ній російською та грецькою мовою зазначено, що сходи збудовані 1866 року на пожертвування сина купця Керченської першої гільдії Олексія Констянтинова.
Нижня частина сходів, що розташована з вулиці Театральної, має Т-подібну форму та п'ять осьових маршів (частин), що симетрично підкреслюють композицію невисокими підпірними стінами, зроблених з видобутого в родовищі керченського ракушняка.
1989 року Малі Мітридатські сходи відреставрували.

## Використані джерела
1. Підготовлено за матеріалами: «Культурное наследие Крыма», в-во Н.Оріанда, Сімферополь 2011 р. — 137 с.